# Robert Perroud
Pour les articles homonymes, voir Perroud.
Robert Perroud, né le 15 mai 1920 à Villefranche-sur-Saône et mort le 10 octobre 2016 à Cascais (Portugal), est un historien de la littérature, traducteur et écrivain français.

## Biographie
Agrégé d'italien, professeur à la Cattolica à Milan, directeur du Centre culturel, conseiller culturel à Buenos Aires et Lisbonne, professeur à l'université Strasbourg II, Robert Perroud a publié des ouvrages sur Giuseppe Parini et Luigi Pirandello en français, et des ouvrages sur Sartre, Baudelaire ou Mauriac en italien.
Il est également l'auteur de la traduction française de la pièce de Pirandello Six personnages en quête d'auteur.
Il est l'auteur de romans, « Les Descendants des Français » (1952), « Les Avides » (1957), « Le Moi Soleil.» (1961), sous le pseudonyme de Robert de Poccadaz